# Franz Weselik
Franz Weselik (1903. április 20. – 1962. március 15.) osztrák labdarúgócsatár, edző.

## Pályafutása

### A válogatottban
Az osztrák válogatottban 1928 májusában mutatkozott be Magyarország ellen. Összesen 11 alkalommal lépett pályára nemzeti színekben, és 13 gólt szerzett. Utolsó válogatott mérkőzésére 1933 áprilisában került sor, szintén Magyarország ellen játszott. 

## Sikerei, díjai

### Klubcsapatokkal
- Osztrák Bundesliga (2): 1929, 1930
- Osztrák kupa (1): 1927
- Közép-európai kupa (1): 1930

### Egyéni
- Az 1930-as osztrák gólkirály, 20 bajnoki mérkőzésen 24 góllal.